# Tommy Mellott
Tommy Mellott (Butte, 2001) è un giocatore di football americano statunitense che milita nel ruolo di quarterback e wide receiver per i Las Vegas Raiders della National Football League (NFL). Al college ha giocato per Montana State.

## Carriera universitaria
Mellott, originario di Butte nel Montana, cominciò a giocare a football nella locale Butte High School dove, nel suo ultimo anno, completò 191 passaggi su 300 tentati per 2 940 yard e 30 touchdown a cui aggiunse 1 217 yard guadagnate su corsa con 16 touchdown, venendo nominato come miglior giocatore del Montana. Mellott andò quindi a giocare college football alla Montana State University (MSU) con i Bobcats impegnati nella Big Sky Conference della prima divisione della Football Championship Subdivision (FCS) della NCAA.
Nel suo primo anno con i Bobcats, nel 2020, fu redshirt, ossia poteva allenarsi con la squadra ma non disputare gare ufficiali. Nel 2021 entrò in squadra come quarterback di riserva ma giocando anche da wide receiver e negli special team. Mellott fu chiamato a giocare quarterback titolare nei play-off, portando la squadra a disputare la finale per il campionato nazionale. La gara però fu per lui sfortunata, infortunandosi seriamente ad una caviglia nel primo gioco offensivo della partita e dovendo lasciare il campo, con i Bobcats infine sconfitti 38-10 da North Dakota State. Mellott finì la stagione con quatto presenze, tutte da titolare, passando 484 yard e quattro touchdown, più 716 yard corse con otto touchdown.
Confermato titolare per la stagione 2022, lanciò complessivamente per 1 698 yard e 10 touchdown con quattro intercetti, a cui sommò 1 071 yard corse e 13 touchdown, venendo inserito nel Second-Team All-Big Sky.
Si ripeté anche nella stagione successiva, nel 2023, dove malgrado alcune gare saltate per infortunio lanciò per 1 064 yard e 10 touchdown con due intercetti e 689 yard corse con cinque touchdown e venendo nuovamente inserito nel Second-Team All-Big Sky.
Nella sua ultima stagione al college, nel 2024, Mellott giocò tutte le 16 gare disputate dai Bobcats, con 2 783 yard passate per 31 touchdwon e due intercetti, e 1 071 yard corse con 15 touchdown. Fu inserito nel First-Team All-Big Sky e nel First-team FCS All American, nonché premiato come attaccante dell'anno della conference e con il Walter Payton Award.
Nei suoi quattro anni con MSU guidò i Bobcats a due titoli di conference, quattro partecipazioni ai play-off della FCS e due finali FCS, entrambe perse contro North Dakota State, e per le sue statistiche in termini di passaggi da touchdown lanciati, i suoi tifosi lo chiamarono Touchdown Tommy.
Premi e riconoscimenti
- Walter Payton Award (2024)
- First-Team FCS All-American (2024)
- Big Sky Offensive Player of the Year (2024)
- First-Team All-Big Sky (2024)
- 2 Second-Team All-Big Sky (2022, 2023)

Statistiche al college
| 2020   | MSU    | FCS Div. I | Big Sky | 0  | 0  | RS  | RS  | RS   | RS    | RS  | RS | RS | RS | RS    | -   | -     | -   | -  | -  | -    |
| 2021   | MSU    | FCS Div. I | Big Sky | 12 | 4  | 28  | 53  | 52,8 | 484   | 9,1 | 68 | 4  | 0  | 154,4 | 113 | 716   | 6,3 | 74 | 10 | 3–1  |
| 2022   | MSU    | FCS Div. I | Big Sky | 12 | 12 | 128 | 210 | 61,0 | 1 698 | 8,1 | 64 | 10 | 4  | 140,1 | 170 | 1 071 | 6,3 | 61 | 13 | 10–2 |
| 2023   | MSU    | FCS Div. I | Big Sky | 9  | 9  | 75  | 119 | 63,0 | 1 068 | 9,0 | 63 | 10 | 2  | 162,8 | 85  | 690   | 8,1 | 76 | 5  | 5–4  |
| 2024   | MSU    | FCS Div. I | Big Sky | 16 | 16 | 204 | 301 | 67,8 | 2 783 | 9,2 | 72 | 31 | 2  | 178,1 | 123 | 1 050 | 8,5 | 76 | 15 | 15–1 |
| Totale | Totale | Totale     | Totale  | 49 | 41 | 435 | 683 | 63,7 | 6 016 | 8,8 | 72 | 55 | 8  | 161,9 | 488 | 3 517 | 7,2 | 76 | 43 | 33–8 |

Fonte: ESPN College
In grassetto i record personali in carriera

## Carriera professionistica
Mellott fu valutato dagli analisti solo come una possibile scelta del settimo e ultimo giro del draft: malgrado infatti la sua ultima stagione al college con statistiche eccezionali, non rientrava tra i quarterback di primo piano che si candidavano ad entrare tra i professionisti. Non a caso infatti, Mellott non fu invitato a partecipare né alla NFL Scouting Combine né a nessuna partita all-star organizzata per i migliori prospetti uscenti dal college, come il Senior Bowl. Solo la ESPN riportò, poco prima del draft, che c'era un Prospetto X, in seguito rivelato essere proprio Mellott, che non rientrava tra i giocatori più osservati ed attesi ma che aveva attirato l'interesse di alcune franchigie della NFL.

### Las Vegas Raiders
Il 26 aprile 2025 Mellott fu selezionato nel 6º giro del Draft NFL 2025, con la 213ª scelta assoluta, dai Las Vegas Raiders. Sembrò evidente che Mellott era stato scelto per le sue caratteristiche polivalenti, con la possibilità quindi di farlo giocare in molteplici ruoli in campo, e quindi più che come quarterback di utilizzarlo come wide receiver o returner. L'8 maggio Mellot firmò il suo contratto da rookie, un accordo quadriennale da 4,374 dollari totalmente garantiti.